# Leptongetal
In de kwantummechanica is het leptongetal gelijk aan het aantal leptonen minus het aantal antileptonen.
De zes leptonen zijn: het elektron, muon en tau en hun neutrino's: elektron-neutrino, muon-neutrino en tau-neutrino.
De zes anti-leptonen zijn hun antideeltjes: het positron, antimuon, antitau, elektron-antineutrino, muon-antineutrino en tau-antineutrino.
Het leptongetal blijft in de meeste reacties behouden. Als een lepton ontstaat, dan zal doorgaans tegelijk een ander lepton verdwijnen of, wat op hetzelfde neerkomt, een antilepton van dezelfde generatie ontstaan.